# Глубочицкая (станция метро)
«Глубо́чицкая» (укр. «Глибо́чицька») — проектируемая станция первой очереди Подольско-Вигуровской линии Киевского метрополитена. Согласно проекту, будет расположена на Татарке, выходы запланированы к улицам Татарской и Подгорной.
На станции будет переход на станцию «Лукьяновская» Сырецко-Печерской линии.
По состоянию на конец 2024 года строительство не начато, открытие планируется после 2027 года, в составе первой очереди Подольско-Вигуровской линии.